# Улица Киш Ернеста (Сомбор)
| Улица Киш Ернеста | Улица Киш Ернеста                                |
| ----------------- | ------------------------------------------------ |
|                   |                                                  |
| Почетак           | Раскрсница улица Венац Петра Бојовића и Његошеву |
| Крај              | Улица Матије Гупца                               |
| Дужина            | око 400 m                                        |
| Ширина            | 5 до 6 m                                         |
| Створена          |                                                  |
| Названа           |                                                  |
| Стари називи      | Волфова, Јеврејска                               |
|                   |                                                  |
|                   |                                                  |
| Поглед на улицу   |                                                  |

Улица Киш Ернеста је једна од старијих градских улица у Сомбору, седишту Западнобачког управног округа. Протеже се правцем који повезује раскрсницу на којој се спајају Венац Петра Бојовића и Његошеву, и на другој страни Улицу Матије Гупца. Дужина улице је око 400 м.

## Улице у Сомбору
Почетком 20. века (1907) Сомбор је био подељен на пет градских квартова (Унутрашња варош, Горња варош, Црвенка, Млаке или Банат и Селенча) и било је 130 улица. Данас у Сомбору има око 330 улица.
Некада квартови, данас Месне заједнице, којих на подручју Града Сомбора има 22. Сам Град има 7 месних заједница (Црвенка, Горња Варош, Млаке, Нова Селенча, Селенча, Стара Селенча и Венац), док су осталих 15 у осталим насељеним местима.
Улица Киш Ернеста припада Месној заједници Горња Варош коју чини 108 улица, и која се налази се у северозападном делу града.

## Назив улице
Улица је у прошлости носила назив Волфова, затим Јеврејска. Након Другог светског рата улице су добијале нова имена, најчешће револуционара и партизанских хероја, или појмова и места везаних за антифашистичку борбу, па је тако улица добила име по Ернесту Кишу.
- Киш Ернест је био револуционар, члан КПЈ, учесник НОБ, секретар Окружног комитета КПЈ Сомбор, један од организатора НОБ у Банату, ухваћен и стрељан.[6]

## Суседне улице
- Венац Петра Бојовића
- Његошева
- Раде Дракулића
- Суботичка
- Матије Гупца

## Улицом Киш Ернеста
Улица Киш Ернеста је улица у којој се углавном налазе стамбене куће и зграде новије градње, неколико продајних објеката, фирми и угоститељских објеката. На углу са улицом Раде Дракулића налази се зграда ЈКП Чистоћа.

### Значајније институције и објекти у улици
Тренутно се у улици налази седиште неколико институција:
- Клуб Еден, на броју 2
- Клуб Лорето, на броју 2
- Ресторан Стари храст, на броју 1
- Ultramedik - болница, на броју 10
- Социјални Канабис Клуб Сомбор СКК, на броју 12
- Royal TSV Rooms, на броју 38
- Ловачко удружење Сомбор, на броју 38

## Галерија
- Поглед на улицу
- Зграда ЈКП Чистоћа
- Социјални Канабис Клуб
- Поглед на улицу
- Royal TSV Rooms и Ловачко удружење Сомбор